# Iscrizioni reali achemenidi
Le iscrizioni reali achemenidi definiscono un insieme di testi, compilati in caratteri cuneiformi. Tali iscrizioni, di argomento politico, storico, religioso, furono redatte per ordine di diversi imperatori achemenidi, a partire da Ciro il Grande fino a giungere ad Artaserse III Oco. I supporti utilizzati sono variabili. Alle iscrizioni compilate dagli imperatori se ne  aggiungono due, di attribuzione incerta (se non false) attribuite ad Ariaramne e ad Arsame (rispettivamente il bisnonno e il nonno di Dario I). 
Le sigle utilizzate per designare le singole iscrizioni sono da interpretare così: la prima parte designa il sovrano, la seconda parte il sito archeologico, un'eventuale terza lettera distingue iscrizioni di un medesimo sovrano poste all'interno di uno stesso sito. 

## Ariaramne

### Hamadan
- AmH (tavoletta d'oro)

## Arsame

### Hamadan
- AsH (tavoletta d'oro)

## Ciro il Grande

### Babilonia
- CB (Cilindro di Ciro).

### Pasargade/Murghab
- CMa, ingressi dei palazzi P ed S;
- CMb, porta R (andato perduto);
- CMc, su un rilievo di Ciro nel palazzo P.

## Dario I

### Behistun
- DB (Iscrizione di Behistun, colonne 1, 2, 3, 4, 5);
- DBa, DBb, DBc, DBd, DBe, DBf, DBg, DBh, DBi, DBj, DBk: aggiunte a DB.

### Gandj Nameh/Elvend
- DE, su una roccia presso una cascata.

### Gherla
- DG, frammento di una tavoletta in argilla.

### Hamadan
- DH, tavoletta in oro e argento (testo identico a DPh).

### Naqš-i Rustam
- DNa, registrazione superiore della tomba di Dario;
- DNb, registrazione inferiore della tomba di Dario (copiato in seguito con la sigla XPl);
- DNc, breve testo in onore di Gobryas;
- DNd, breve testo in onore di Aspathines;
- DNe, nomi di vari personaggi.

### Persepoli
- DPa, dal palazzo di Dario;
- DPb, su rilievi presenti nel palazzo di Dario e nel palazzo di Serse;
- DPc, sulle cornici di una finestra nel palazzo di Dario;
- DPd, su un terrazzo;
- DPe, su un terrazzo;
- DPf, su un terrazzo, in elamita;
- DPg, su un terrazzo, in babilonese;
- DPh, tavolette in oro e argento dall'Apadana (testo identico a DH);
- DPi, pomello di una porta;
- DPj, frammento della base di una colonna.

### Susa
- DSa, due mattonelle;
- DSb, due mattonelle;
- DSc, base di colonna;
- DSd, base di colonna;
- DSe, lista dei domini;
- DSf, iscrizione della fondazione;
- DSg, base di colonna;
- DSi, base di colonna;
- DSj, base di colonna;
- DSk, laterizio;
- DSl, laterizio;
- DSm, iscrizione incompleta su mattonelle smaltate;
- DSn, statua;
- DSo, lastra di marmo;
- DSp, lastra incompleta di marmo;
- DSq, lastra di marmo;
- DSs, lastra di marmo;
- DSt, lastra di marmo;
- DSu, iscrizione in elamita su lastra di marmo;
- DSv, lista danneggiata su lastra di marmo;
- DSw, iscrizione in babilonese su lastra di marmo;
- DSy, base di colonna;
- DSz, adattamento di DSf;
- DSaa, versione abbreviata in babilonese di DSf;
- DSab, statua, iscrizione in egiziano;

### Suez
Stele con tre testi:
- cartiglio (DZa);
- firma (DZb);
- descrizione del canale del mar Rosso (DZc).

### Altro
- DWa, peso;
- DWb, peso;
- DWc, peso;
- DWd, peso;
- sigillo;
- vaso (forse di Dario II).

## Serse

### Gandj Nameh/Elvend
- XE, su una roccia presso una cascata.

### Hamadan
- XH, frammento di una brocca in argento.

### Persepoli
- XPa, porta detta "di Tutte le Nazioni";
- XPb, scale dell'Apadana;
- XPc, palazzo di Dario;
- XPd, scale del palazzo di Serse;
- XPe, palazzo di Serse;
- XPf, "iscrizione dell'Harem";
- XPg, mattonelle smaltate dell'Apadana;
- XPh, "iscrizioni Daiva";
- XPi, pomello di porta;
- XPj, base di colonna;
- XPk, rilievo;
- XPl, adattamento di DNb;
- XPm, base di colonna.

### Susa
- XSa, base di colonna;
- XSb, iscrizione in babilonese su base di colonna;
- XSc, iscrizione su lastra di marmo;
- XSd, base di colonna;
- XSe, iscrizione in babilonese su lastra di marmo.

### Tušpa
- XV, iscrizione su roccia.

### Altro
- sigilli vari;
- vaso.

## Artaserse I

### Persepoli
- A1Pa, blocco di pietra;
- A1Pb, "Sala delle Cento Colonne".

### Altro
- Vasi: A1Va, A1Vb, A1Vc = A1Vd.

## Dario II

### Hamadan
- D2Ha, tavoletta in oro.

### Susa
- D2Sa, base di colonna;
- D2Sb, base di colonna.

### Altro
- vaso.

## Artaserse II

### Hamadan
- A2Ha, base di colonna;
- A2Hb, base di colonna;
- A2Hc, tavoletta in oro.

### Persepoli
- A2Pa, nomi di personaggi presenti sulla tomba di Artaserse II.

### Susa
- A2Sa, base di colonna;
- A2Sb, base di colonna;
- A2Sc, tavoletta di pietra;
- A2Sd, base di colonna.

## Artaserse III

### Persepoli
- A3Pa, palazzo di Dario.

### Altro
- sigilli vari.